# District Council of Peterborough
Peterborough är en region i Australien. Den ligger i delstaten South Australia, omkring 230 kilometer norr om delstatshuvudstaden Adelaide. Antalet invånare är 1 785.
Följande samhällen finns i Peterborough:
- Peterborough
- Minvalara

Omgivningarna runt Peterborough är i huvudsak ett öppet busklandskap. Trakten runt Peterborough är nära nog obefolkad, med mindre än två invånare per kvadratkilometer. Genomsnittlig årsnederbörd är 257 millimeter. Den regnigaste månaden är februari, med i genomsnitt 46 mm nederbörd, och den torraste är oktober, med 1 mm nederbörd.